# Buszmegálló elleni támadás Doneckben
A Doneckhirmas buszmegálló elleni támadás 2015. január 22-én végrehajtott tüzérségi támadás volt a kelet-ukrajnai Doneckben. A robbantás során két tüzérségi (valószínűleg aknavető) gránátot lőttek ki a buszmegállóra, ahol egy trolibusz, egy villamos, egy mikrobusz és egy autó szenvedett sérüléseket. Az EBESZ jelentése szerint a támadásnak a helyszínen nyolc halálos áldozata volt, mind civilek. A kórházban, valamint az oda történő szállítás során további sérültek is elhunytak. A sebesültek számáról nincs pontos adat, a különböző források 13-20 fő közé teszik.

## Események
2015. január 22-én helyi idő szerint 8:35-kor tüzérségi támadást intéztek a Doneck Lenin kerületében, az Eduard Bosse után nem hivatalosan Bosse néven ismert lakónegyedben, a Doneckhirmas gépgyárnál található, azonos nevű megálló ellen.
Az EBESZ Speciális Ukrajnai Megfigyelő Csoportja a Donyecki Népköztársaságtól értesült a robbantásról. Ezután a megfigyelők a helyszínen vizsgálódtak az események részletei felől.
A robbantáskor a város az oroszbarát szeparatista Donyecki Népköztársaság ellenőrzése alatt állt. A második csata a donecki repülőtérnél az előző nap ért véget. A Donyecki Népköztársaság erői ekkor szorították ki az ukrán erőket a repülőtér új termináljából.

## Külső hivatkozások
- Spot report by the OSCE Special Monitoring Mission to Ukraine (SMM), 22 January 2015: Shelling Incident on Kuprina Street in Donetsk City – Az EBESZ gyorsjelentése